# Morganton (Karolina Północna)
Morganton – miasto we wschodniej części Stanów Zjednoczonych, w stanie Karolina Północna, w hrabstwie Burke. Ma 17 310 mieszkańców (2000). Jest częścią obszaru metropolitalnego Hickory—Lenoir—Morganton liczącego około 360 tys. mieszkańców (2007).
Leży przy autostradzie I-40.